# Roncevaux Terra

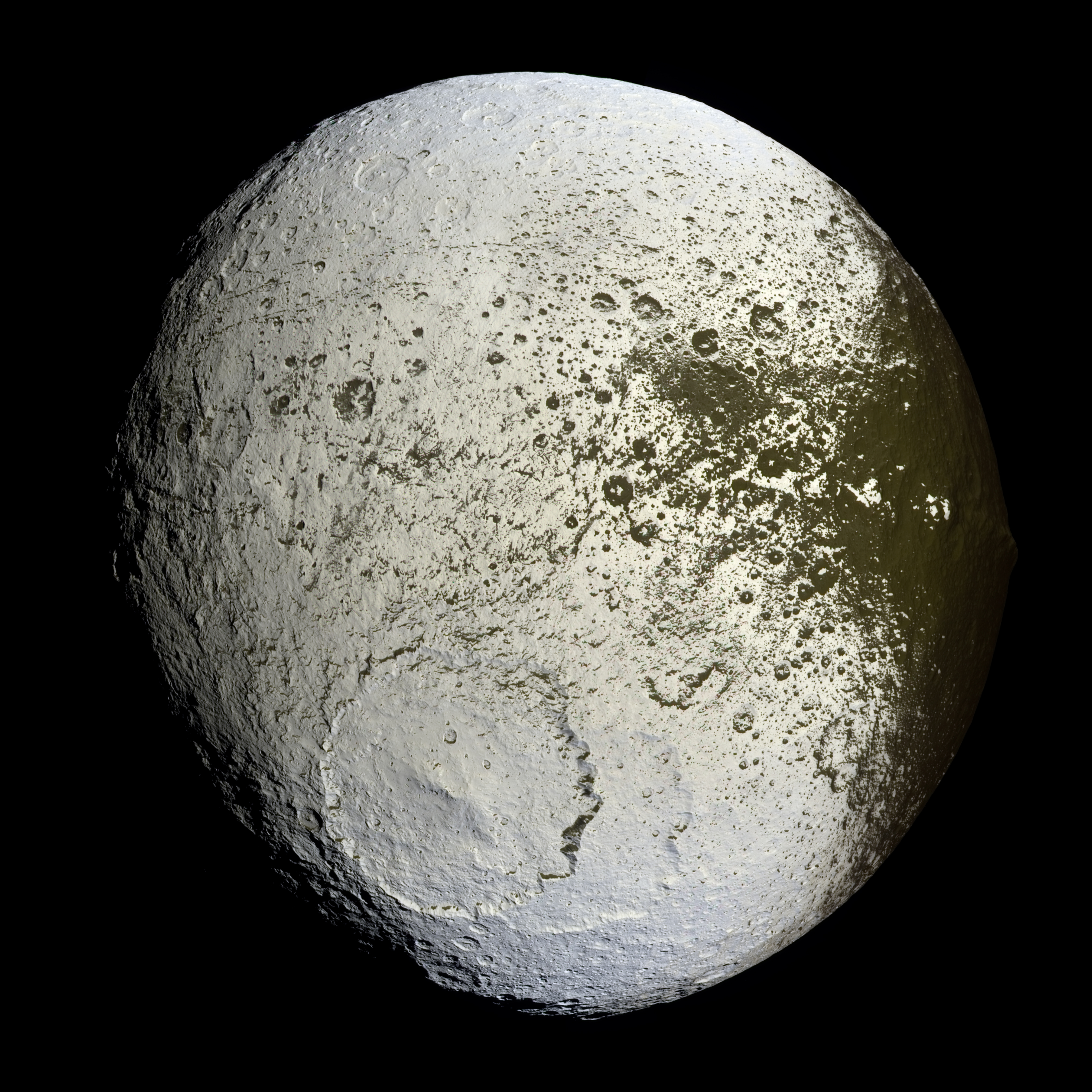
Roncevaux Terra je světlá oblast v horní části měsíce Iapetus, napravo začíná tmavá oblast Cassini Regio.

Roncevaux Terra je oblast na světlejší straně (polokouli) Saturnova měsíce Iapetus.

## Popis
Roncevaux Terra leží severně od rovníku, zatímco na jihu se nachází oblast Saragossa Terra. Tyto světlé „pevninské“ oblasti se od sebe liší zabarvením, Saragossa Terra má na rozdíl od Roncevaux Terra lehce načervenalou barvu. Obě oblasti sousedí s tmavou částí Iapeta zvanou Cassini Regio.
Nomenklatura objektů na Iapetu čerpá z francouzských chansons de geste, tento je tak pojmenován podle bitvy v průsmyku Roncevaux z Písně o Rolandovi, kde byl rytíř Roland se svými vojáky přepaden Saracény. Název byl schválen Mezinárodní astronomickou unií v roce 1982.
V Roncevaux Terra se nachází několik výrazných impaktních kráterů. Mezi ně patří například Roland ležící poblíž severního pólu nebo jižněji orientované Charlemagne a Ogier.